# L'Intrus (film, 1949)
Pour plus de détails, voir Fiche technique et Distribution.
L'Intrus (Intruder in the Dust) est un film américain réalisé par Clarence Brown, sorti en 1949, adapté du roman éponyme de William Faulkner.

## Synopsis
Dans le Mississippi rural des années 1940, un homme a été assassiné et on a trouvé près de son corps Lucas Beauchamp, un Noir qui est connu pour sa fierté et sa volonté de ne pas se prosterner devant les Blancs. Arrêté, il est menacé de lynchage. Il trouve refuge près d'un jeune Blanc, Chick, qui doit la vie au courage du fils de Lucas. Déterminé à tout faire pour sauver le condamné, il demande à son oncle John Gavin Stevens, avocat, d'assurer sa défense. Celui-ci accepte sans enthousiasme, vu l'orgueil de Lucas. De son côté, Chick, aidé d'une vieille dame, Miss Habersham, mène son enquête pour trouver le vrai coupable.

## Fiche technique
- Titre : L'Intrus
- Titre original : Intruder in the Dust
- Réalisation : Clarence Brown
- Scénario : Ben Maddow, d'après le roman L'Intrus de William Faulkner.
- Chef-opérateur : Robert Surtees
- Musique : Adolph Deutsch
- Montage : Robert Kern
- Décors : Ralph S. Hurst (en), Edwin B. Willis
- Direction artistique : Randall Duell, Cedric Gibbons
- Production : Clarence Brown pour Metro-Goldwyn-Mayer
- Durée : 87 minutes
- Date de sortie :
  - États-Unis : 22 novembre 1949

## Distribution
- David Brian : John Gavin Stevens
- Claude Jarman Jr. : Chick Mallison
- Juano Hernandez : Lucas Beauchamp
- Porter Hall : Nub Gowrie
- Elizabeth Patterson : Miss Eunice Habersham
- Charles Kemper : Crawford Gowrie
- Will Geer : Shérif Hampton
- David Clarke : Vinson Gowrie
- Elzie Emanuel : Aleck
- Lela Bliss : Mrs Mallison
- Harry Hayden : Mr Mallison
- Harry Antrim : Mr Tubbs
- Edmund Lowe : Un jumeau Gowrie
- James Kirkwood, Sr.

## Autour du film
- Le film fut tourné entièrement en extérieurs à Oxford, Atlanta et Memphis, en utilisant les habitants de cette ville[1].
- Clarence Brown voulut faire ce film très antiraciste à cause d'un souvenir d'enfance: il avait vu quinze Noirs se faire lyncher[2].
- William Faulkner contribua lui-même au scénario, puisque le film était tourné sur le lieu même de sa résidence habituelle[3].

## Commentaires
«Œuvre antiraciste de premier plan, L'Intrus est un film adulte, généreux, tragique et limpide, qui fonctionne admirablement sur trois éléments différents: social, psychologique et policier. La mise en scène de Brown est simple et sobre mais d'une grande efficacité. Le réalisateur a trouvé en Juano Hernandez un interprète à la hauteur de son rôle».